# Нурмухамедов, Марат Коптлеуич
Марат Коптлеуич Нурмухамедов (6 января 1930, Турткуль, Каракалпакстан — 20 июня 1986, Измир) — советский и каракалпакский учёный, организатор и руководитель науки, общественно-политический деятель. Первый Председатель Каракалпакского филиала АН Узбекской ССР (октябрь 1959), первый каракалпакский академик Академии наук Узбекской ССР (16 марта 1974), доктор филологических наук (1965), член-корреспондент Академии наук Узбекской ССР (25 февраля 1966), профессор (1968). Автор более 400 монографий, книг, учебников, брошюр и других публикаций на каракалпакском, узбекском, русском, некоторые из которых переведены на туркменский, казахский, украинский, английский, венгерский, турецкий и другие языки.
Круг научных интересов и изысканий академика М. К. Нурмухамедова был многогранен. Он охватывал общие проблемы теории и истории литературы, вопросы взаимосвязи литературы и культуры народов Востока, развитие литературных жанров, художественного метода, писательского мастерства, фольклорно-литературного взаимодействия, культурного наследия, истории религий народов мира, вопросы наций и национальных отношений, тюркологии и этнографии.
Председатель Каракалпакского филиала АН УзССР (1959—1961), Секретарь Каракалпакского обкома КП Узбекистана по идеологии (1961—1966), член Президиума и академик-секретарь Отделения истории, языкознания и литературоведения АН УзССР (1966—1974), директор Института языка и литературы им. А. С. Пушкина АН УзССР (апрель — ноябрь 1974), вице-президент АН УзССР (1974—1979), член Президиума и академик-секретарь Отделения истории, языкознания и литературоведения АН УзССР (1979—1985), ректор Нукусского государственного университета Архивная копия от 8 ноября 2017 на Wayback Machine (с 1 марта 1985 — 20 июня 1986). Заместитель председателя Советского комитета тюркологов (1980—1986), член Всесоюзной ассоциации востоковедов (1981—1986), член редколлегии всесоюзного журнала «Советская тюркология» (4 октября 1984 переутверждён на новый срок), член Союза писателей СССР (с 1955), КК АССР (с 1955), член Правления Союзов писателей УзССР и КК АССР (с 1957), Председатель Постоянной Комиссии Верховного Совета УзССР по науке и культуре (с 1975 г.)
Депутат Верховного Совета КК АССР (1959—1967; 1985—1986), депутат Верховного Совета УзССР (1975—1980).
Член ВЛКСМ (1944—1954), член КПСС (с 1955 г.)

## Биография
Марат Нурмухамедов родился 6 января 1930 года в городе Турткуле Каракалпакской АССР в семье известного общественного и государственного деятеля Каракалпакии, первого председателя ЦИК КК АССР Коптилеу Нурмухамедова и Пердегуль Нурмухамедовой. 20 сентября 1937 года Коптилеу Нурмухамедов был репрессирован как «враг народа». С 1937 по 1957 годы — это двадцать тяжёлых лет для семьи М. К. Нурмухамедова. Всего семь лет отец был рядом со своим единственным сыном — Маратом, которого назвали так в честь французского революционера. М. К. Нурмухамедов рос свидетелем долгих лет преследования двух беззащитных женщин «врага народа» — матери и бабушки. Трое из пяти детей в семье умерли от болезней и недоедания. Лишённая всех прав, семья надеялась и ждала, что правда восторжествует и Коптилеу вернётся. Марат Коптлеуич считал, что положительной стороной испытаний, выпавших на долю его семьи, была способность стоически преодолевать самостоятельно удары судьбы. Машина репрессий в стране отняла у семьи любимого мужа, отца. А сын всей своей жизнью доказал, что достоин памяти отца — Коптилеу Нурмухамедова, став впоследствии достойным сыном каракалпакского народа. В год ареста отца (1937) М. К. Нурмухамедов пошёл в первый класс школы в городе Ходжейли. Среднюю школу окончил в городе Нукусе. Язык обучения в школе — русский. В школьные годы он много читал, интересовался историей, особенно средних веков, что помогло ему во время учёбы в институте и в аспирантуре. Любовь к чтению, любознательность привила ему его любимая старшая сестра Таджигуль. Определённую роль в формировании будущих интересов М. К. Нурмухамедова сыграл известный исследователь края, тюрколог, фольклорист доктор филологических наук, профессор Н. А. Баскаков, который жил рядом и дружил с его родителями. Первые знания в русском языке он получил благодаря общению с Н. А. Баскаковым. Коптилеу Нурмухамедов стоял у истоков создания первого научного учреждения в Каракалпакии в 1931 году и в 1933 году был инициатором привлечения крупнейших московских и ленинградских учёных для изучения производительных сил и культуры Каракалпакии. Первый директор Каракалпакского комплексного научно-исследовательского института А. А. Гнеденко, который хорошо знал и уважал Коптилеу Нурмухамедова, работал с ним, был свидетелем несправедливости и предательства местных кадров в отношении него, искренне радовался за научные достижения его сына — М. К. Нурмухамедова. Н. А. Баскаков и А. А. Гнеденко, знавшие его с малых лет, знавшие трагедию семьи, стали свидетелями настоящего подвига, когда сын «врага народа», несмотря на жизненные испытания, достигает высоких вершин науки и государственной деятельности. М. К. Нурмухамедов находился в постоянном научном контакте с Н. А. Баскаковым.
В 1950 году М. К. Нурмухамедов окончил Нукусский государственный педагогический институт. Он был первым, из каракалпаков, получившим образование на русском языке. В студенческие годы придерживался принципа быть активным во многих сферах жизни, занимался разными видами спорта, особенно футболом, и первый из каракалпаков окончил курсы по подготовке тренеров и судей по футболу, был создателем домашнего литературно-поэтического кружка, любил рисовать, играть на мандолине.
Недолго проработав преподавателем в вечерней очно-заочной школе им. А. С. Пушкина в городе Нукусе (с февраля по июль 1950), М. К. Нурмухамедов решает осуществить свою давнюю мечту — поступить в аспирантуру. Серьёзным препятствием на пути достижения этой цели был репрессированный отец, а также отсутствие поддержки со стороны родственников, которые считали необходимым для него работу и заботу о матери, бабушке и сестрёнке. В память об отце и во имя семьи М. К. Нурмухамедов сумел пройти очередные жизненные испытания, не впасть в отчаяние и бороться за право учиться в аспирантуре, несмотря на то, что шансы его были невелики. Из 25 кандидатур в аспирантуру в Москве утверждают четыре, и в их числе оказывается и он. Лучше всех сдаёт вступительные экзамены и в сентябре 1950 года становится аспирантом Института востоковедения АН СССР. На его эрудированность обратил внимание известный учёный, профессор Бертельс Евгений Эдуардович, который стал научным руководителем Марата Нурмухамедова. Бертельс Е. Э., на предупреждение своего нового аспиранта о принадлежности к семье репрессированного партийного деятеля ответил, что его не интересует, кто его отец. Ему важны были знания юноши. 28 декабря 1953 года М. Нурмухамедов блестяще защитил кандидатскую диссертацию, при единогласии Совета, на тему: «Влияние русской литературы на развитие каракалпакской советской литературы». Ему предлагают остаться в Москве, но он возвращается на родину перспективным учёным и с большой энергией отдаётся науке, её организации.
В Москве Марат Коптлеуич встретил, полюбил и женился на Соколовой Веронике Валентиновне, которую увёз в Каракалпакию.

## Трудовая, научная и общественная деятельность
Трудовая деятельность М. К. Нурмухамедова после московской аспирантуры начинается с должности старшего научного сотрудника, зав. отделом, заместителем директора Каракалпакского комплексного научно-исследовательского института экономики и культуры АН Узбекистана (1953—1959). Параллельно, по совместительству, он читает лекции по филологии в Нукусском пединституте (1954—1957). По совместительству редактор журнала «Амударья» (1957—1960), председатель Правления Союза писателей Каракалпакской АССР, член Союза писателей СССР (билет № 13021), принимал участие в 3-м съезде СП СССР и избран членом Правления Союза писателей СССР (1959—1967; билет № 83). В октябре 1959 года М.К Нурмухамедов, в возрасте 29 лет, становится первым Председателем созданного Каракалпакского филиала АН УзССР.
Организаторские способности в сфере науки, образованность и высокая степень ответственности в труде послужили поводом для избрания М. К. Нурмухамедова секретарём Каракалпакского Обкома КП Узбекистана по идеологии (1961—1966). Несмотря на напряжённую работу в Обкоме партии, М. К. Нурмухамедов продолжает заниматься научной работой и в декабре 1965 года защитил докторскую диссертацию на тему: «Пути развития каракалпакской советской прозы», получает учёную степень доктора филологических наук. В феврале 1966 года М. К. Нурмухамедов избран членом-корреспондентом Академии наук Узбекской ССР. С 1968 года — профессор.
В ноябре 1966 года его переводят на работу в Ташкент, где по апрель 1974 года, он является членом Президиума и академиком-секретарём отделения истории, языкознания и литературоведения Академии наук УзССР.
16 марта 1974 году М. К. Нурмухамедов был избран академиком АН УзССР. Впервые в истории представитель каракалпакского народа получает высокое научное звание академика.
С апреля по ноябрь 1974 года работает директором института языка и литературы АН УзССР им. А. С. Пушкина.
С ноября 1974 г. по июнь 1979 г. М. К. Нурмухамедов вице-президент АН УзССР
С июня 1979 г. по 25 марта 1985 г. — член Президиума, академик-секретарь Отделения истории, языкознания и литературоведения АН УзССР.
С 1 марта 1985 г. по 20 июня 1986 год — ректор Нукусского Государственного университета им. Т.Шевченко.
Широкий круг научных и литературных интересов М. К. Нурмухамедова нашёл отражение в докладах, статьях и выступлениях. Автор более 400 монографий, книг, учебников, брошюр и других публикаций на каракалпакском, узбекском, русском, туркменском, казахском, украинском, английском, венгерском, турецком и других языках. М. К. Нурмухамедов осуществлял научное руководство плановыми темами Каракалпакского филиала АН УзССР. Был ответственным редактором и членом редколлегии ряда ежегодных научных изданий по истории и литературе, а также Узбекской Энциклопедии. К ним относятся первое академическое издание на территории Средней Азии и Казахстана — полное собрание сочинений Айбека, Х. Алимджана, Г.Гуляма, Абу Али ибн Сино (Авиценна), Бируни и многих других . Свыше 40 статей, книг и брошюр М. К. Нурмухамедов посвятил изучению проблемы взаимосвязей и взаимовлияния современных литератур, связей каракалпакской литературы с русской литературой и других родственных народов Средней Азии и Казахстана. М. К. Нурмухамедов редактировал, сопровождал вступительными статьями «Антологию каракалпакской поэзии» на каракалпакском и русском языках, сборник избранных произведений Бердаха, А. Мусаева, Х. Ахметова, Н. Давкараева. Принимал участие в создании толкового «Каракалпакско-русского словаря», «Истории Каракалпакской АССР», один из авторов историко-культурного очерка «Каракалпаки», а также 6-томной «Истории многонациональной советской литературы» (Москва), 2-томной «Теории литературы» (Ташкент). М. К. Нурмухамедов написал свыше 30 статей по каракалпакской литературе и искусству для «Большой Советской Энциклопедии» и «Узбекской Советской Энциклопедии». М. К. Нурмухамедов — один из самых видных каракалпакских учёных, внёсший значительный вклад в дело широкой пропаганды национального наследия, благодаря чему достижения каракалпакского народа в области культуры стали широко известны не только в стране, но и за рубежом. В своё время это была самая большая мечта замечательного учёного Н. Давкараева, которую М. К. Нурмухамедов смог осуществить с наибольшим энтузиазмом.
М. К. Нурмухамедов являлся председателем Специализированного совета Института языка и литературы АН УзССР по защите докторских диссертаций. Курировал научные работы, руководил аспирантами, выступал оппонентом на защитах докторских диссертаций по всему Центрально- азиатскому региону. Под его руководством защитили диссертации 11 докторантов и 19 кандидатов наук. М. К. Нурмухамедов являлся членом Всесоюзного научного совета при отделении литературы и языка Академии наук СССР по проблемам исследования мировой литературы, Председателем комиссии АН УзССР по изучению и пропаганде творческого наследия А. С. Пушкина. Тема «Пушкин и Средняя Азия» являлась многолетним исследованием М. К. Нурмухамедова, он выступал с докладами на научных конференциях, в печати. Итогом стала публикация двух брошюр. Вводя в научный оборот малоизученной в пушкиноведении темы редкие архивные и печатные сведения и факты, он предлагает специалистам и широкому кругу читателей ряд новых суждений и оценок в истории взаимодействия разных культур. К сожалению, трагическая смерть М. К. Нурмухамедова прервала его увлечённую работу над большим сводным трудом на тему «Средняя Азия в творчестве А. С. Пушкина», издание которого было запланировано на 1986 год.
М. К. Нурмухамедов был участником, председателем или заместителем председателя оргкомитета многих международных и всесоюзных научных конгрессов, симпозиумов и др. Он был первым каракалпакским учёным, столь масштабно вышедшим на международный уровень. Активно участвуя в работе Международных тюркологических конгрессов, М. К. Нурмухамедов обратил особое внимание на подготовку в Узбекистане высококвалифицированных специалистов-тюркологов, имея в виду большое количество рукописных фондов на тюркских языках в Институтах востоковедения АН СССР и АН УзССР. Он критиковал «общесоюзное» разделение труда, когда Академии наук Грузии, Армении, Азербайджана изучали Турцию, а Академия наук Узбекистана — Индию, Иран, Афганистан, некоторые арабские страны. Кроме того, тюркологи Кавказа изучали Турцию в основном в связи с Кавказом. М. К. Нурмухамедов указывал на целесообразность создания отделения тюркологии в составе Восточного факультета Ташкентского государственного университета, секторов в Институтах востоковедения и рукописей АН Узбекистана по изучению многочисленных памятников и современной литературы на тюркских языках. Академия наук УзССР поддержала выдвинутые предложения учёного и, сформулировав их целесообразность, направила в письменном виде в Министерство высшего и среднего специального образования УзССР и в ЦК КП Узбекистана.
Академик М. К. Нурмухамедов заговорил о проблеме Аральского моря ещё до широкого её обсуждения в средствах массовой информации, до официального объявления Арала и Приаралья зоной экологического бедствия. В 1984 году он пишет письмо известному писателю Чингизу Айтматову, в котором перечисляет социально-экономические проблемы умирающего моря и призывает его, как гражданина Земли и патриота, начать борьбу за спасение Аральского моря, и впадающих в него рек Амударьи и Сырдарьи. История всемирно известного Государственного музея искусств им. И. В. Савицкого в городе Нукусе непосредственно связана с именем М. К. Нурмухамедова. Известный художник, собиратель и основатель музея — И. В. Савицкий — не сразу получил признание в кругу искусствоведения и музейного дела. Влюблённого в Каракалпакию странного москвича сторонились и руководители республики. Судьба свела и подружила И. В. Савицкого и М. К. Нурмухамедова на почве общих интересов. Молодой энергичный учёный М. К. Нурмухамедов в 1957 году берёт на работу И. В. Савицкого, который в то время активно собирал и тем самым спасал предметы прикладного искусства каракалпаков, работая художником в известной Хорезмской археолого-этнографической экспедиции АН СССР, под руководством легендарных учёных С. П. Толстова и Т. А. Жданко (начальник этнографического отряда).
М. К. Нурмухамедов помог И. В. Савицкому развернуть свою собирательскую и пропагандистскую деятельность. Став секретарём обкома партии Каракалпакстана, М. К. Нурмухамедов принимал непосредственное участие в создании благоприятных условий для дальнейшей творческой деятельности И. В. Савицкого. Их общей целью стало создание Музея Искусств, который не без труда появился весной 1966 года. По предложению М. К. Нурмухамедова музей искусств носит имя И. В. Савицкого после его смерти.
Достойный продолжатель дела И. В. Савицкого — Мариника Маратовна Бабаназарова, дочь М.К Нурмухамедова — своим 32-летним преданным служением музейному делу заслужила уважение и признание не только в Узбекистане, но и далеко за его пределами. По результатам деятельности Музей Искусств им. И. В. Савицкого признан лучшим музеем в Узбекистане и в Центральной Азии.
20 июня 1986 года в возрасте 56 лет академик М. К. Нурмухамедов трагически погиб в автомобильной катастрофе по дороге из аэропорта в город Измир (Турция). Он должен был принять участие в работе очередного международного Тюркологического Конгресса. Участники конгресса почтили память М. К. Нурмухамедова, его доклад был зачитан и опубликован.
Похоронен М. К. Нурмухамедов на родине в Каракалпакии в Нукусе. Его именем была названа общеобразовательная школа в г. Нукусе и улица в г. Ташкенте. С января 2014 года Решением сессии Ташкентского городского Кенгаша народных депутатов названия улиц изменены, в том числе и улицы М. К. Нурмухамедова. Также не стала носить имя академика общеобразовательная школа в г. Нукусе.
Установлены мемориальные доски в бывшем здании Каракалпакского отделения АН РУз и на здании Каракалпакского государственного университета им. Бердаха.
Рукописный, печатный материал, книги, брошюры, отзывы и рецензии на разные научные работы, научно-производственные отчёты, материалы конференций, симпозиумов, научная переписка, депутатские дела, юбилейные адреса, документальный фильм «Похороны академика М. К. Нурмухамедова» и другие материалы переданы семьёй академика М. К. Нурмухамедова в Государственный архив Республики Каракалпакстан в апреле 2016 года. Личный архив — дневники, записи, переписка с деятелями культуры и науки хранятся в семье.
В настоящее время обрабатывается рукописный материал из архива М. К. Нурмухамедова — цикл коротких рассказов из серии «Картинки прошлого. Старый Ходжейли». Материал планируется опубликовать. Он будет представлять большой интерес для широкой аудитории читателей разных возрастов. М. Нурмухамедов вспоминает Старый Ходжейли — город своего детства, описывает известный ходжейлинский базар, караван-сарай, описывает встречу с дервишами, игры и развлечения каракалпакских детей и многое другое. Частично будут опубликованы дневники, которые М. К. Нурмухамедов вёл в студенческие годы и во время учёбы в аспирантуре в Москве.

## Награды
Награждён орденом Трудового Красного знамени (1981), двумя орденами Знак Почёта (1959, 1965), тремя медалями (1968, 1970, 1975), почётными грамотами. За борьбу с эпидемией холеры в Каракалпакии был награждён знаком «Отличник здравоохранения СССР» (1965), Заслуженный деятель науки УзССР (1980) и КК АССР (1973), Лауреат Государственной премии КК АССР им. Бердаха (1970), Лауреат Государственной премии УзССР им. Беруни (1983).